# Christa Harmotto
Christa Deanne Harmotto (* 12. Oktober 1986 in Sewickley, Pennsylvania; jetzt Christa Dietzen) ist eine US-amerikanische Volleyballspielerin. Sie gewann 2012 die olympische Silbermedaille, 2014 die Weltmeisterschaft und 2016 die olympische Bronzemedaille.

## Karriere
Harmotto begann ihre sportliche Karriere an der Hopewell High School in Aliquippa bei Pittsburgh. Dort spielte sie neben Volleyball zunächst auch Basketball. Während ihres Studiums an der Pennsylvania State University spielte sie von 2005 bis 2008 im Volleyball-Team der Universität. Mit den US-amerikanischen Junioren gewann die Mittelblockerin 2004 die NORCECA-Meisterschaft. Im folgenden Jahr nahm sie an der U-20-Weltmeisterschaft teil. Im April 2009 debütierte Harmotto bei einem Länderspiel gegen Ägypten in der A-Nationalmannschaft. Sie nahm im gleichen Jahr am Grand Prix teil. Anschließend ging sie für eine Saison nach China zu Guangdong Evergrande. 2010 wechselte die Mittelblockerin in die italienische Liga zu Pallavolo Modena. 2012 siegte sie mit der Nationalmannschaft beim Grand Prix. Bei den Olympischen Spielen in London erreichte sie mit dem US-Team das Finale gegen Brasilien und gewann die Silbermedaille.

## Privates
Christa Harmotto ist seit 2012 mit Derek Dietzen verheiratet.